# Якименко, Юрий Николаевич
Ю́рий Никола́евич Якиме́нко (3 апреля 1961, Полтава — 14 июня 2001, Чеченская Республика) — советский, российский военный лётчик-снайпер; подполковник; Герой России (2000).

## Биография
Родился 3 апреля 1961 года в городе Полтава, Украинская ССР, СССР.  После окончания средней школы № 25 г. Полтава  в 1978 году поступил в Борисоглебское высшее военное авиационное училище лётчиков, которое окончил в 1982 г.
После училища проходил службу в 58-м авиационном полку истребителей-бомбардировщиков (ВВС Забайкальского военного округа) и 236-м авиационном полку истребителей - бомбардировщиков (ВВС Центральной группы войск). Летал на самолётах Миг-27 в должностях от лётчика до заместителя командира эскадрильи.
В 1990 году поступил в Военно-Воздушную академию имени Ю. А. Гагарина, которую окончил в 1993 году с отличием. Был направлен для дальнейшего прохождения службы в 187-й отдельный штурмовой авиационный полк в составе 1-й воздушной армии  Дальневосточного военного округа на должность командира авиационной эскадрильи. Летал на самолетах Су-25.
Дважды был направлен в составе Коллективных миротворческих сил СНГ в республике Таджикистан (в 1995 году и в 1997-1998 г.г.), где выполнял задачи в условиях чрезвычайного положения в зоне вооружённого конфликта. Прошёл путь от командира эскадрильи до заместителя командира полка.
В 1998 году был переведён в 461 штурмовой авиационный полк 4-й воздушной армии Северо-Кавказского военного округа ( г. Краснодар), где служил заместителем командира полка по лётной подготовке, а в декабре 1999 года назначен заместителем командира этого полка.
Налёт более 1300 часов. Летчик-снайпер. И именно ему было поручено выполнить впервые, вероятно в истории государств, во время пребывания в г.Краснодаре  В.В.Путина, полёт на военном самолёте Су-25 21 октября 1999 г. который был  тогда в должности премьер-министра.
C августа 1999 года участвовал в отражении вторжения бандформирований на территории Дагестана и  территории Чечни во время второй чеченской войны. Совершил свыше 100 боевых вылетов. За мужество, отвагу и самоотверженность, проявленные при исполнении воинского долга 10.09.1999 года был награждён орденом "За военные заслуги". За мужество и героизм, проявленные при выполнении воинского долга в Северо-Кавказском регионе подполковнику Якименко Юрию Николаевичу  Указом Президента Российской Федерации от 29 февраля 2000 года присвоено звание Героя Российской Федерации.
Описание его подвига упоминается в "Книге памяти о кубанцах, погибших при проведении контртеррористических операций и обеспечении общественной безопасности на территории Северо-Кавказского региона России (с 1999 по настоящее время)", изданной в г.Краснодаре в 2006 году и книге "Отчизны верные сыны" г.Краснодар, "Советская Кубань" в 2002 году.
Погиб 14 июня 2001 года при выполнении боевого задания в Аргунском ущелье, в 12 километрах южнее села Итум-Кали.  Награждён орденом Мужества (посмертно). Похоронен  на городском кладбище в  г. Липецке. Его имя увековечено на мемориальной плите арки " Ими гордиться Кубань" в сквере Жукова Г.К. в городе Краснодаре и его имя высечено на плите памятника воинам-интернационалистам в г.Липецке на площади Героев. В июне 2022 года на 37 заседании городской Думы Краснодара было принято решение назвать одну из улиц города именем Героя России Якименко Юрия Николаевича.

### Семья
Женат. Сын — Константин (р. 1987).

## Награды
- Медаль «Золотая Звезда» Героя России (29 февраля 2000)[5].
- Орден Мужества (2001; посмертно)[6].
- Орден «За военные заслуги».
- Медали.